# نوشتال
نوشتال (به آلمانی: Nüsttal) یک شهر در آلمان است که در فولدا واقع شده‌است. نوشتال  ۲٬۸۸۶ نفر جمعیت دارد.